# Contado

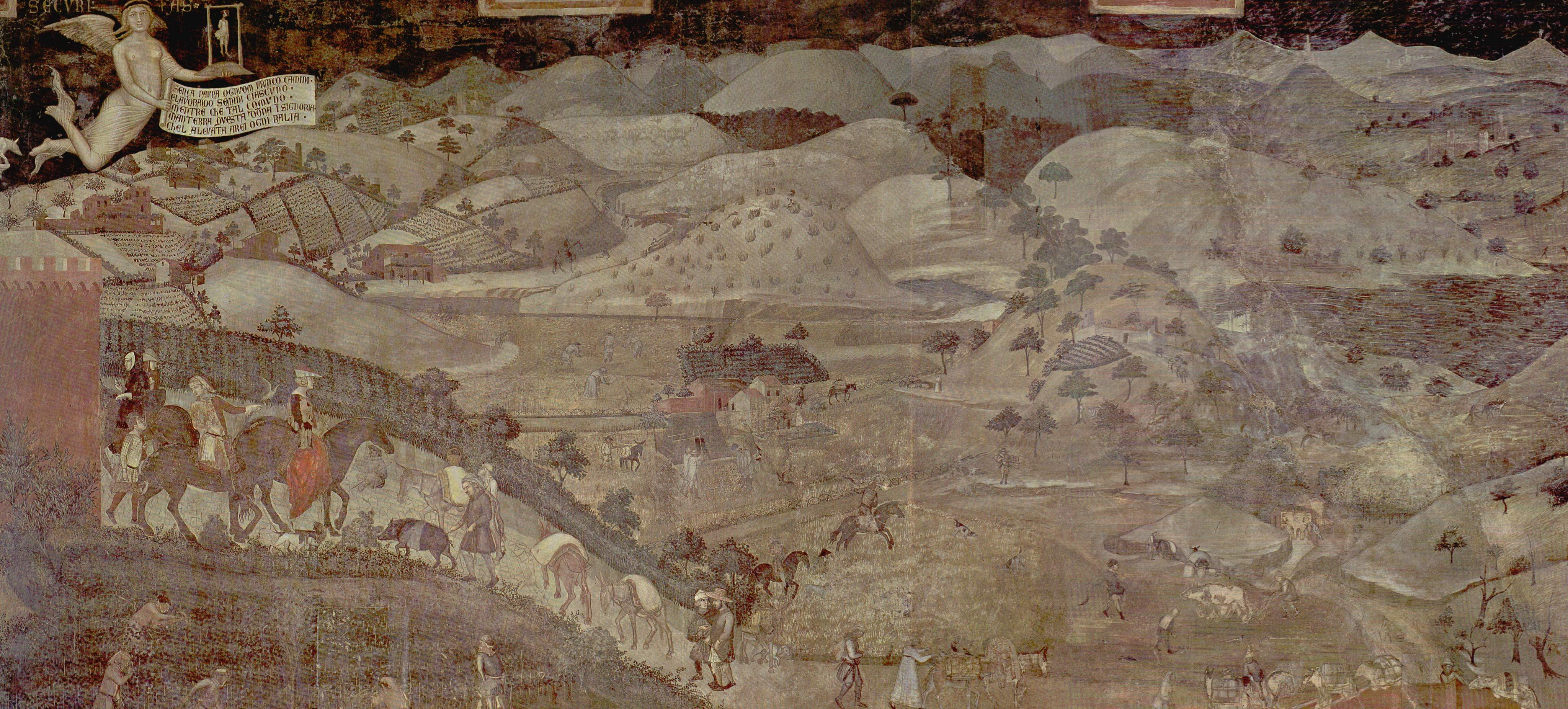
Ambrogio Lorenzetti, Effets du bon gouvernement dans les campagnes, Palazzo Pubblico de Sienne (v. 1340), détail avec vue du contado siennois.

Le contado désigne, dans l'Italie du nord médiévale, l'étendue territoriale sur laquelle chaque cité exerçait, au moins théoriquement, son contrôle politique et économique et dont l'extension maximale correspondait généralement aux frontières d'une circonscription ecclésiastique (diocèse). C'est aussi l'espace rural où la commune exerce son pouvoir public. Il peut ainsi être perçu comme un espace plus ou moins sauvage, délimité de la vie citadine par les murailles.
On dit contado, mais aussi contea ou comitato, provenant de l'occitan comtat. Le terme est dérivé du latin comitatus dans la signification de territoire dépendant de l'administration d'un comes ou comte de l'époque carolingienne. 
Du terme contado naît contadino, le paysan.

## Histoire
Après la période de l'incastellamento, les cités italiennes ont pour projet de dominer leur arrière-pays, soit pour constituer des verrous défensifs, soit pour le contrôle des routes et des voies d'eau, soit encore pour des motivations agricoles. C'est l'espace où les autorités exercent un contrôle économique et où va se jouer la compétition entre pouvoirs communaux et pouvoirs laïcs et ecclésiastiques au Trecento. Le contado met aussi en prise la commune avec la commune voisine. Il est souvent source de litige. 
Avec la désintégration des institutions de l'époque carolingienne (dont les districts de base, comitati ou contee, coïncidaient avec ceux des villes où les comtes ou comites avaient établi leur résidence) et avec l'émergence de nouveaux pouvoirs (comme ceux des évêques, particulièrement importants) et de nouvelles classes au gouvernement, l'ancienne forme d'organisation du territoire en districts placés sous l'autorité présente dans la ville la plus proche traverse une crise. L'ancien équilibre des forces éclate en une myriade de petits centres de pouvoir en continuelle friction.
La naissance des communes a favorisé le processus de recomposition de la géographie fragmentée des pouvoirs enracinés dans les campagnes de l'Italie médiévale. En atteignant une stabilité politique intérieure suffisante et une certaine puissance économique, elles doivent bientôt tourner leurs regards vers les territoires environnants, ce qui est perçu comme le prolongement naturel et l'intégration de et par la ville, comme si la ville et son contado, pour utiliser une métaphore qui apparaît souvent dans les sources de l'époque, est la tête et les membres d'un même corps.
Ce processus d'extension des pouvoirs, politique et économique, de la ville sur la région au détriment des communautés et des petits seigneurs locaux est appelé comitatinanza. Son but ultime est de réussir à étendre le contrôle communal jusqu'aux frontières diocésaines, considérées comme les seules véritables limites au-delà desquelles commence le territoire d'une autre ville.
Toutes les villes n'ont cependant pas réussi à soumettre à leur contrôle la totalité du territoire de l'episcopato (autre terme désignant le contado communal, en référence au territoire diocésain) : dans certaines régions où les pouvoirs seigneuriaux locaux sont particulièrement enracinés, à la fois pour des raisons historiques et pour des raisons géographiques (zones marginales, montagneuses, d'accès et de transit difficile), le processus de comitatinanza rencontre des obstacles insurmontables et des villes comme Novara, Parme, Plaisance et beaucoup d'autres, n'ont jamais été en mesure d'atteindre les objectifs qu'elles s'étaient proposées.
À l'inverse, de grandes villes comme Florence, Pise, Gênes et Venise furent des contadi puissants.
Des municipalités d'Occitanie telles que Toulouse et Marseille ont mis en place dès le XIIIe siècle des organisations similaires, en particulier pour favoriser la libre circulation des marchandises.